# Rynek w Tarnowie
Rynek w Tarnowie – rynek miejski znajdujący się w centrum Starego Miasta w Tarnowie. Wytyczony został w czasie lokacji miasta w 1330 roku, zgodnie z zasadami średniowiecznej urbanistyki. Obecną zabudowę Rynku stanowią kamienice mieszczańskie, powstałe w okresie od XVI do XIX wieku. Centralną część placu zajmuje renesansowy ratusz.

## Lokalizacja
Tarnowski Rynek, o powierzchni 66 arów, zlokalizowany jest w centrum Starego Miasta na lekko opadającym, w stronę południową, wzgórzu. Północno-zachodni narożnik Rynku sąsiaduje z placem Katedralnym; z zachodu, od strony placu Kazimierza Wielkiego, do Rynku prowadzą także pasaż Tertila oraz ul. Krótka. Do południowo-zachodniego narożnika, od strony południowej, prowadzą Wielkie Schody. Od strony południowo-wschodniej od Rynku odchodzą ulice: Wekslarska i Zakątna, a od strony północno-wschodniej ulice: Żydowska i Piekarska.

## Historia

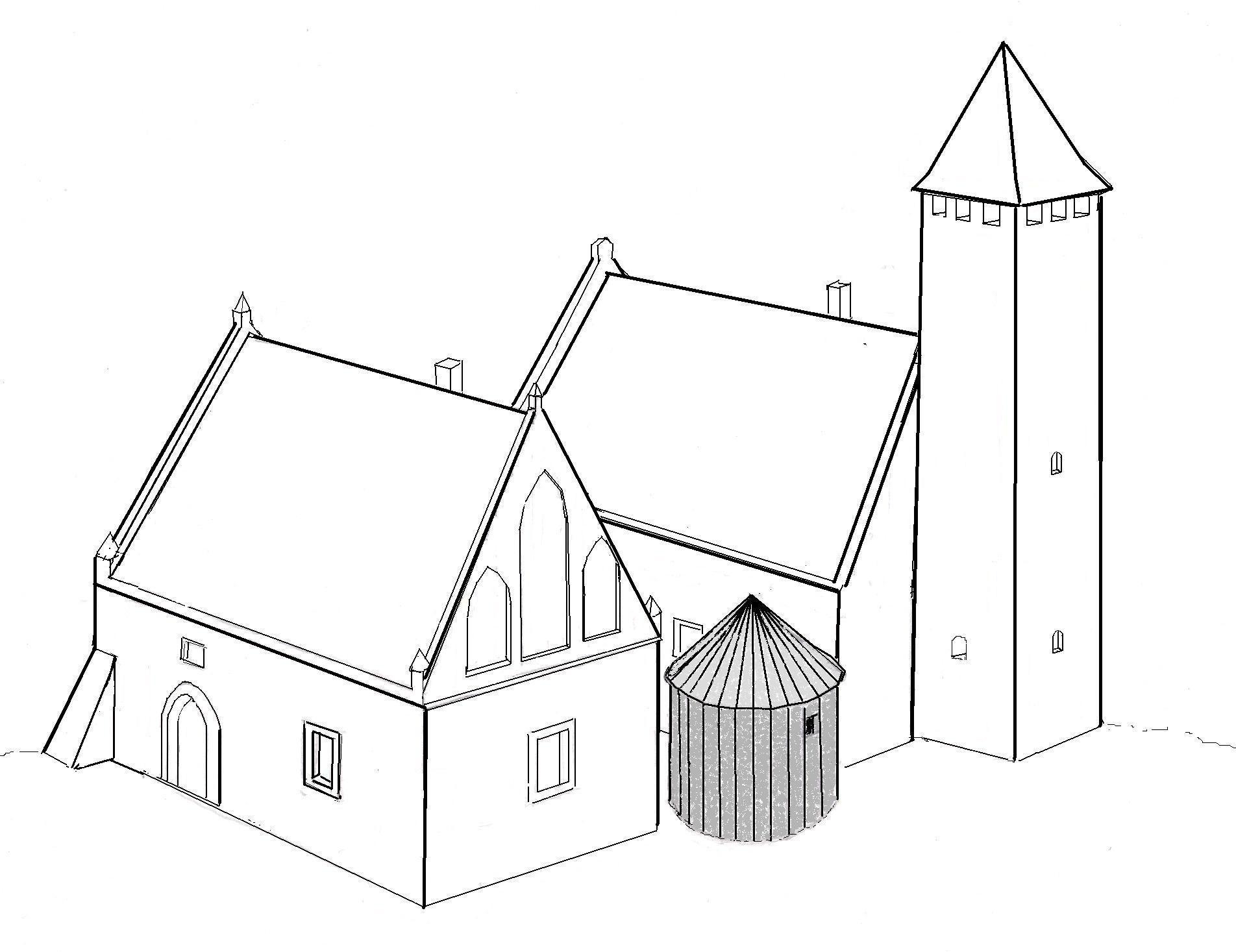
Dwa budynki władz miasta Tarnowa (ratusz po prawej z wieżą) zbudowane po 1494 r. Pomiędzy nimi więzienie.

Rynek wytyczono podczas lokacji miasta w 1330 roku, na planie prostokąta o bokach ok. 89,4 m i 74,5 m. Został ulokowany na lekko opadającym terenie, co ułatwiało odprowadzanie wody deszczowej. Wokół rynku wytyczono działki siedliskowe, przy dłuższych bokach po dziewięć, przy krótszych bokach po pięć. Rynek był głównym miejscem, w którym toczyło się życie publiczne, jak i codzienne miasta. Rynek jako plac targowy zastawiony był kramami i jatkami, wokół placu powstała drewniana zabudowa. Na rynku odbywały się cotygodniowe targi, a od 1670 roku także trwające tydzień lub dłużej jarmarki, które organizowano kilka razy w roku. Początkowo nawierzchnia placu była nieutwardzona, w narożnikach południowo-zachodnim i północno-wschodnim znajdowały się studnie, od XV wieku zasilane były wodą z miejskiego wodociągu.

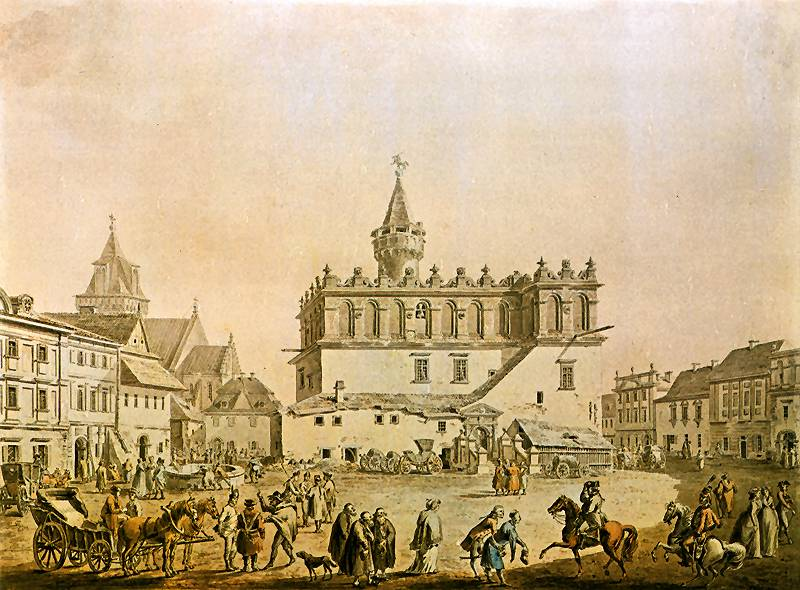
Rynek i ratusz w Tarnowie w 1800 r. – Zygmunt Vogel

W XV wieku na rynku zaczęto wznosić, w części lub całości murowane, parterowe domy. Pożary miasta w XV wieku zniszczyły zabudowę handlową placu i znaczną część zabudowy pierzei. Podczas odbudowy domów przesunięto linię zabudowy w głąb placu. Odbudowany rynek zyskał całkowicie nowe oblicze, na środku wzniesiono murowany ratusz, a nowe domy w XVI wieku przekształciły się w okazałe renesansowe piętrowe kamienice z podcieniami. Za czasów hetmana Jana Amora Tarnowskiego przebudowano ratusz, później do ratusza dobudowano budynek wagi miejskiej.
W 1663 roku pożar pogrążonego w kryzysie miasta zniszczył ratusz i zabudowę przyrynkową. Ratusz szybko odbudowano, ale odbudowa kamienic następowała powoli, a budynki przeważnie były skromniejsze od wcześniejszych. W XVIII wieku miasto popadło w głęboki kryzys, dodatkowo zabudowę niszczyły groźne pożary. W 1735 roku spłonęło całe miasto. Według przeprowadzonej w 1738 roku lustracji cztery przyrynkowe działki były niezabudowane, a siedem domów było opuszczonych przez właścicieli. Niedługo potem wybuchły kolejne dwa pożary, które zniszczyły znaczną część zabudowy rynku.

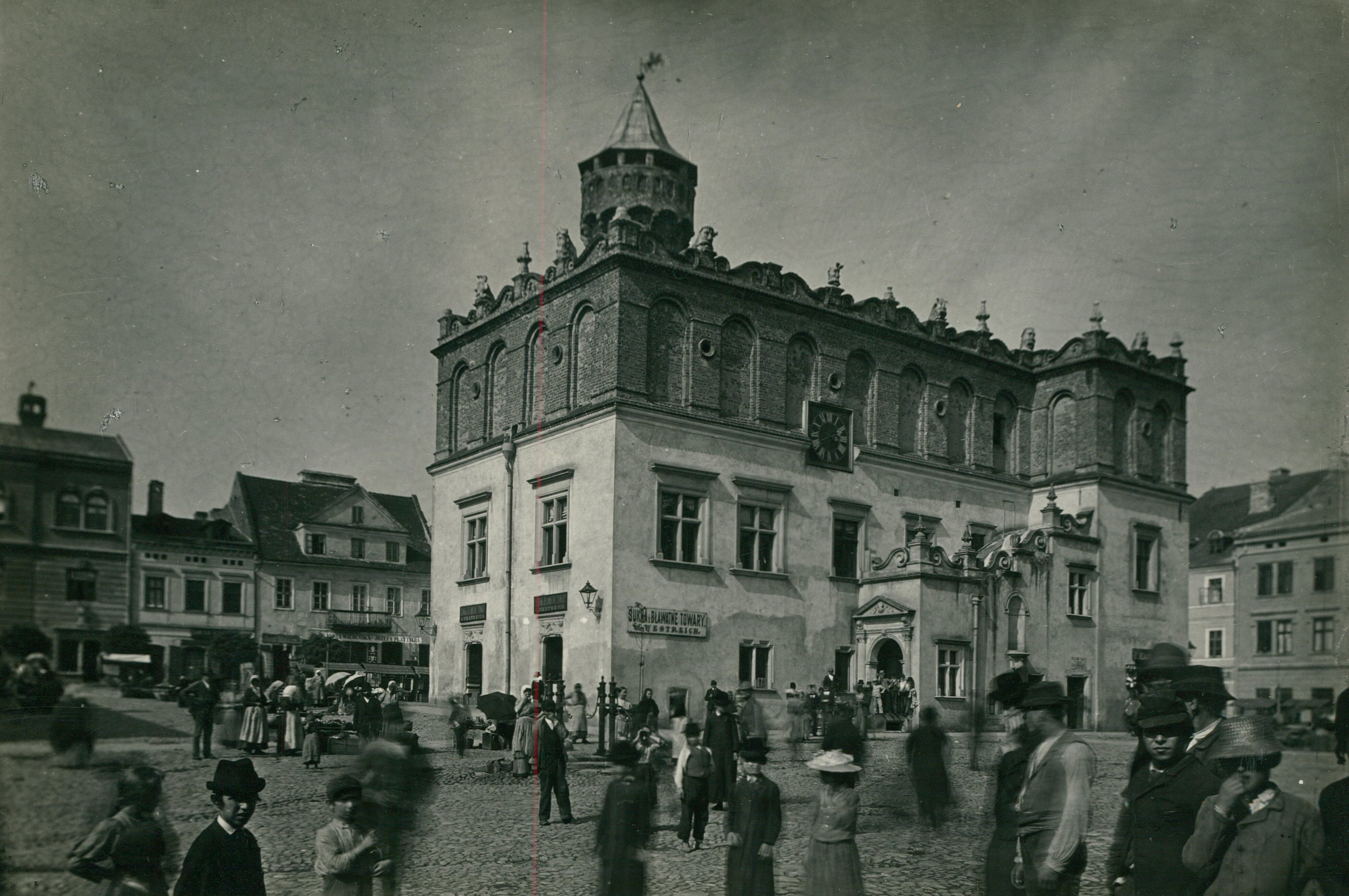
Na tarnowskim rynku ~1905

Dopiero w II połowie XVIII wieku następuje powolna odbudowa przyrynkowych kamienic, kryzys gospodarczy spowodował jednak zmianę charakteru zabudowy. Dawne renesansowe kamienice podcieniowe w większości odbudowano jako skromniejsze domy czynszowe, w stylu późnobarokowym i klasycystycznym. W pierzei południowej całkowicie wyburzono podcienie, w krótszych pierzejach podcienie zamurowano. Podcienia zachowały się tylko w trzech kamienicach pierzei północnej. W wyniku scaleń i podziałów ulegały zmianie granice działek. Najbardziej reprezentacyjnym przyrynkowym budynkiem stała się rezydencja Sanguszków, dwupiętrowy klasycystyczny pałac miejski. Pożary w 1792, 1813 i 1814 roku znów zrujnowały zabudowę pierzei i ratusz. Podczas odbudowy część kamienic uzyskała nowy układ wnętrz i nowe elewacje, część podwyższono o drugie piętro. Przyspieszył proces przejmowania przyrynkowych domów przez Żydów, przed wybuchem I wojny światowej większość kamienic była już ich własnością.

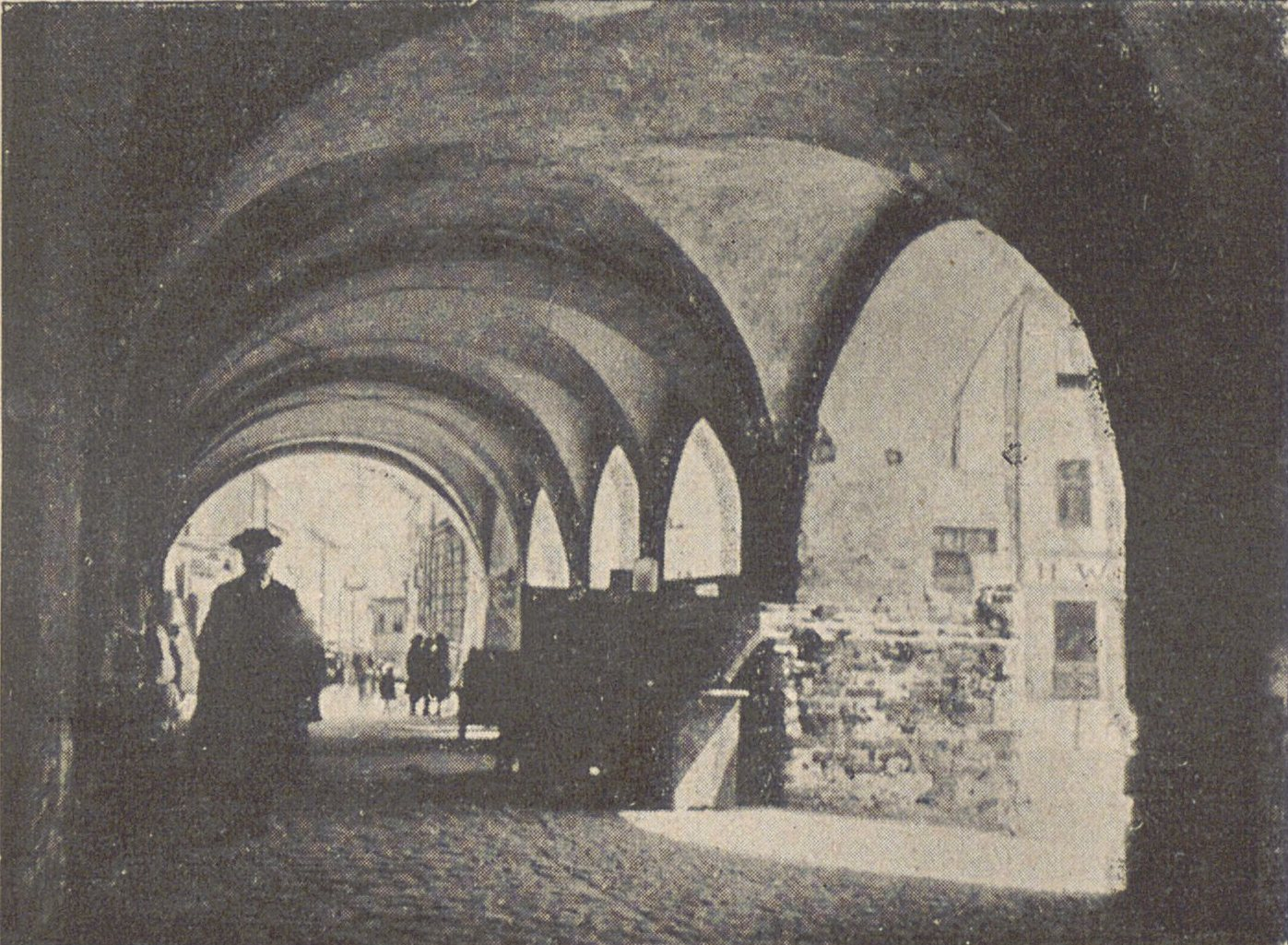
Podcienia kamienic w północnej pierzei ~1929

W ciągu XIX wieku i na początku XX wieku stan zabudowy ulegał poprawie, remontowane i przebudowywane kamienice uzyskiwały nowe elewacje w duchu modnego historyzmu. W latach 1889–1892 ponownie przeprowadzono gruntowny remont (połączony z przebudową) ratusza. W latach 1909–1910, po wybudowaniu nowego wodociągu, studnie na rynku zostały zamknięte. Prawdopodobnie od XVIII wieku część nawierzchni rynku była brukowana. W latach 1887–1888 cała nawierzchnia zyskała nowy bruk z kamieni rzecznych, a wzdłuż wszystkich pierzei ułożono chodnik. W okresie międzywojennym w zabudowie rynku nie zaszły poważniejsze zmiany. W latach 20. XX wieku rynek został skanalizowany. W 1931 roku, po przeniesieniu biur magistratu, budynek ratusza przekazano muzeum. W 1934 roku układ urbanistyczny śródmieścia Tarnowa wraz z Rynkiem został wpisany do rejestru zabytków.
W czasie okupacji niemieckiej z przyrynkowych kamienic wysiedlono wszystkich Żydów. W dniach 11–19 czerwca 1942 roku na rynku i okolicznych ulicach hitlerowcy zamordowali ok. 3000 Żydów z tarnowskiego getta. W 1942 roku wymieniono nawierzchnię placu, bruk z otoczaków zastąpiono trylinką. Po II wojnie światowej rynek zaczął tracić charakter placu handlowego. W latach 60. XX wieku zamierzano przeprowadzić szeroki program konserwatorski całej zabudowy rynku. Choć programu nie zrealizowano do końca, to jednak część kamienic i ratusz odzyskały dawny charakter, zrekonstruowano również dwie studnie. W latach 1996–1998 nawierzchnię rynku wyremontowano, wyłączoną z ruchu samochodowego część placu wyłożono granitowymi płytami, a sąsiedztwo ratusza brukiem z otoczaków.

Na przestrzeni wieków dzieje rynku były ściśle związane z historią miasta. W okresie świetności miasta rynek rozkwitał, w czasach upadku lub zastoju w rozwoju popadał w ruinę.

## Współczesność
Rynek pozostał reprezentacyjną przestrzenią miasta. Zabudowa jest częścią układu urbanistycznego śródmieścia wpisanego do rejestru zabytków. W centralnej części placu wznosi się zabytkowy ratusz. Kamienice wokół placu wybudowano w okresie od XVI do XIX wieku. Najcenniejsze kamienice z podcieniami, zbudowane w stylu renesansowym, zachowały się w północnej pierzei. W ratuszu i przyrynkowych kamienicach swoją siedzibę ma m.in. muzeum, centrum informacji turystycznej, centrum kultury, działa hotel, lokale gastronomiczne i handlowe. Na Rynku organizowane są imprezy kulturalne. Codziennie, o godzinie dwunastej, z wieży ratuszowej rozlega się dźwięk tarnowskiego hejnału, skomponowanego przez Stanisława Rzepeckiego.

## Zabudowa

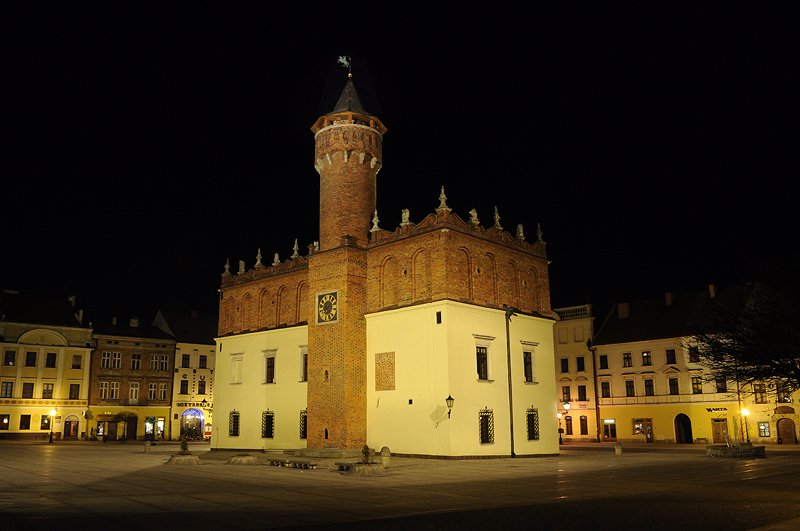
Ratusz w nocy

### Ratusz
Pierwszy gotycki ratusz wzniesiono, w centrum tarnowskiego Rynku, w drugiej połowie XIV wieku. Obecny ratusz, który jest przykładem architektury manierystycznej wyrastającej z renesansu, powstawał w wyniku stopniowej przebudowy od XV do XVI wieku. Jest to prostokątna piętrowa budowla z wieżą z nadwieszonym na kroksztynach gankiem. Wieżę nakryto ostrym dachem, nad nim umieszczono blaszany herb rodu Sanguszków – Pogoń Litewska. Fasadę budynku wieńczy attyka, jej grzebień zdobią kamienne maszkarony i sterczyny. W ratuszu znajduje się oddział Muzeum Ziemi Tarnowskiej w Tarnowie. 

### Kamienice

#### Pierzeja zachodnia

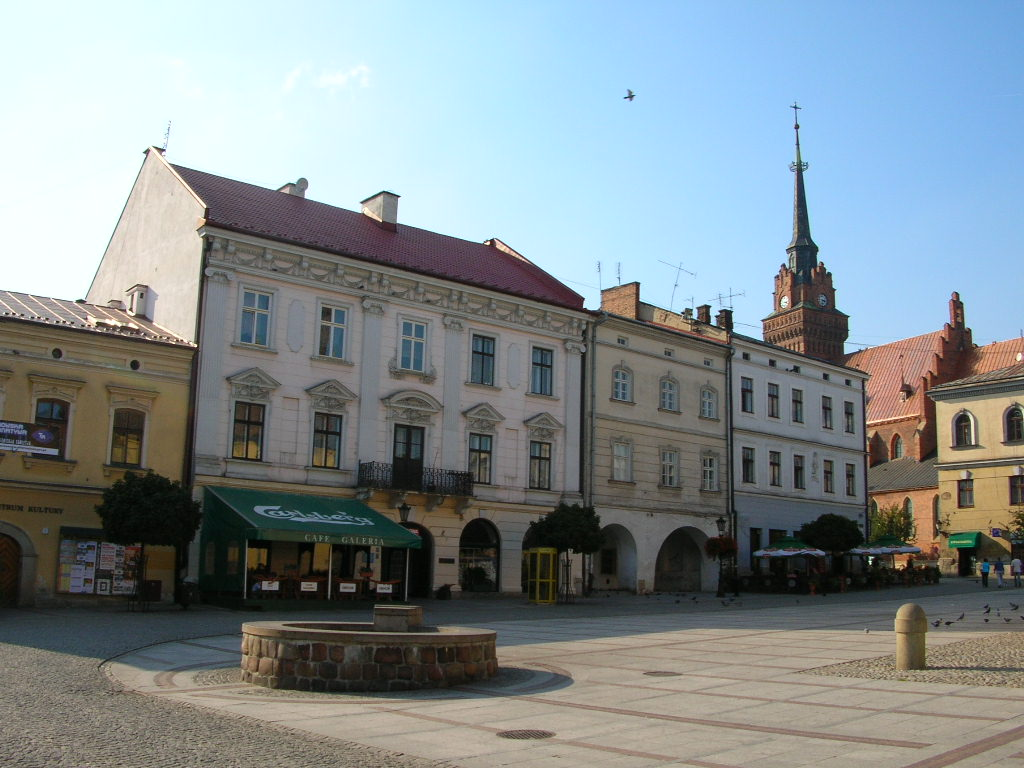
Kamienice po zachodniej stronie Rynku

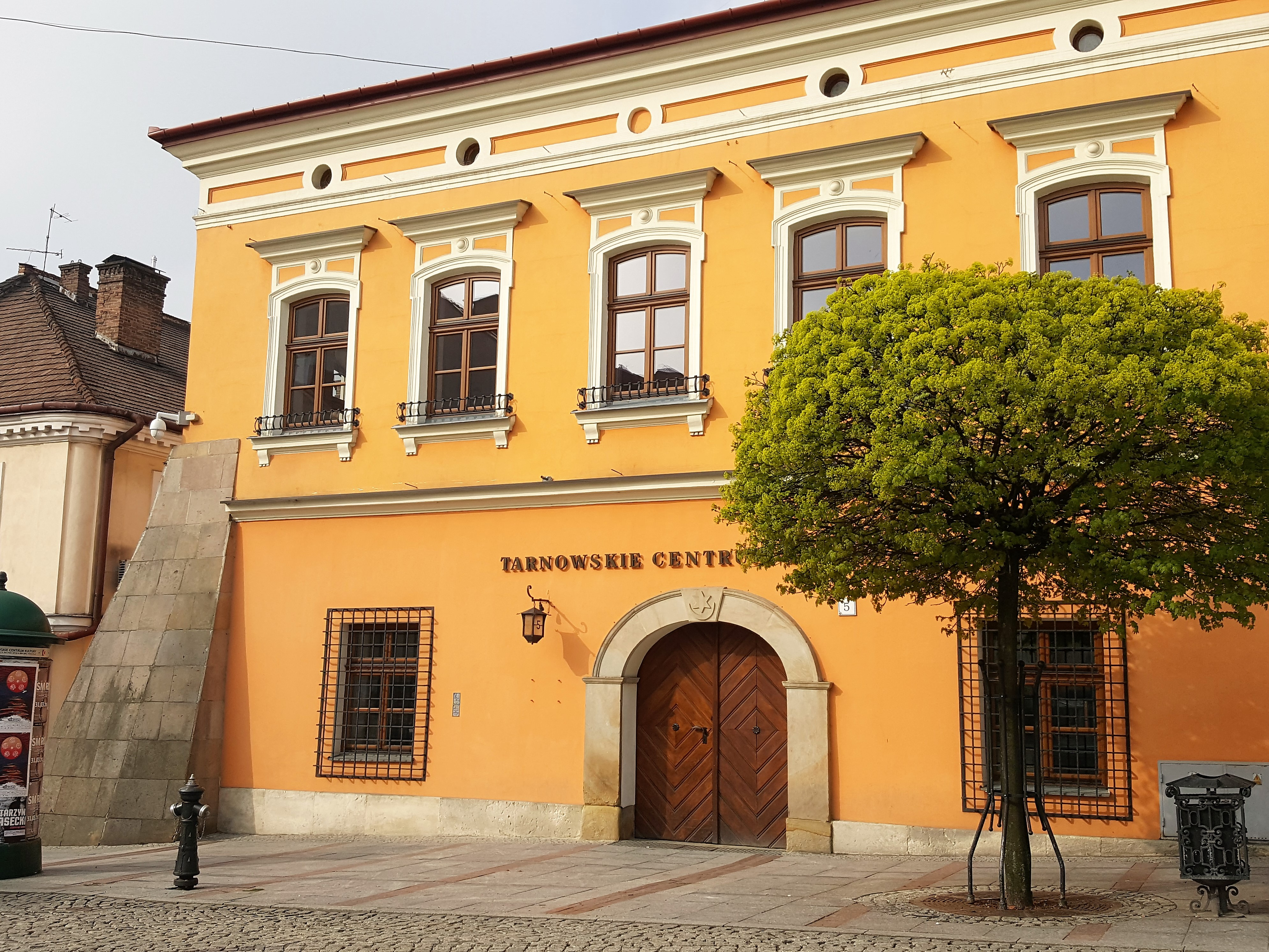
Kamienica Ratajewiczowska

Zwarta zabudowa pomiędzy placem Katedralnym na północy a ulicą Krótką na południu. Pierzeję tworzy ciąg frontowych elewacji czterech kamienic z XV-XVI wieku, później przebudowanych. Numeracja domów od 2 do 5 w kierunku południowym.
- Kamienica pod św. Florianem (Rynek 2 / pl. Katedralny 8) – dwupiętrowa kamienica w północno-zachodnim narożniku Rynku, z figurą św. Floriana na elewacji frontowej[6]. W części parteru zachowało się sklepienie z dekoracją malarską z XVI wieku. Piętrową kamienicę z podcieniem zbudowano na piwnicach starszego budynku w XVI wieku. W XVIII wieku kamienicę częściowo przebudowano, podcień włączono do parteru. Przed 1837 rokiem zlikwidowano barokowy portal, a elewację frontową ozdobiono figurą św. Floriana. W 1929 roku, po nadbudowie drugiego piętra, kamienica zyskała obecną formę[14].
- Kamienica Rosowska (Rynek 3) – dwupiętrowa kamienica z arkadowym podcieniem. Murowaną kamienicę z podpiwniczonym podcieniem na miejscu wcześniejszego drewnianego domu wzniesiono w XVI wieku. W późniejszych wiekach kamienicę kilka razy przebudowywano, m.in. zlikwidowano podcień, nadbudowano a później wyburzono drugie piętro. W latach 1968–1970 kamienica zyskała obecną formę, podczas gruntowego remontu otwarto podcienie i odbudowano drugie piętro. Od 2013 roku kamienica jest siedzibą Muzeum Ziemi Tarnowskiej[15]. W 2007 roku została wpisana do rejestru zabytków województwa małopolskiego[4].
- Kamienica Nikielsonowska (Rynek 4) – dwupiętrowa podpiwniczona kamienica z neorenesansowa elewacją. Oficyny z tyłu budynku tworzą pasaż handlowy (pasaż Tertila) z wylotem na plac Kazimierza Wielkiego. Najstarszą, datowaną na XV wiek, częścią kamienicy są piwnice[16]. W II połowie XVI wieku wybudowano murowaną kamienicę z podcieniem. Kamienica, która była własnością rodziny Nikielsonów, tarnowskich Szkotów, po pożarach w 1735 i 1743 roku uległa zawaleniu. W 1747 roku posesja stała się własnością książąt Sanguszków. W 2. połowie XVIII wieku kamienicę odbudowano jako dwupiętrowy szerokofrontowy dom w stylu klasycystycznym. Później budynek przejął rząd austriacki, w latach 1796–1826 mieściła się tu siedziba sądu szlacheckiego (Forum Romanum). W 1826 roku kamienica przeszła na własność biskupów tarnowskich, została przebudowana i do 1912 pełniła funkcję pałacu biskupiego. Straciła tę okołokościelną funkcję po wymianie na nieruchomość przy ul. Mościckiego. Późniejszy właściciel, burmistrz Tadeusz Tertil, przebudował budynek na kamienicę czynszową z parterem wykorzystywanym na działalność handlową. W 1913 roku Tadeusz Tertil połączył oficyny kamienicy z nowym budynkiem przy placu Kazimierza Wielkiego tworząc pasaż handlowy[17]. W 2004 roku kamienicę wpisano do rejestru zabytków województwa małopolskiego[18]. 30 października 2018 roku przy wejściu do pasażu odsłonięty został pomnik Tadeusza Tertila. Autorem pomnika jest Arkadiusz Latos[19]. Od 2022 roku kamienica jest siedzibą Pasażu Odkryć, tarnowskiego centrum nauki i techniki[20].
- Kamienica Ratajewiczowska (Rynek 5) – jednopiętrowa kamienica, wzniesiona w południowo-zachodnim narożniku Rynku, boczną elewacją zwrócona do ulicy Krótkiej. W kamienicy, uważanej za najstarszą w Tarnowie[21], zachowały się m.in. sklepienia piwnic z przełomu XIV i XV wieku i gotycki kamienny portal przy wejściu do piwnic. Elewacja frontowa posiada neorenesansowe elementy dekoracji architektonicznej. Podpiwniczony dom, cofnięty o jeden trakt w stosunku do obecnej linii zabudowy, wymurowano przypuszczalnie ok. 1400 roku. Na przełomie XV i XVI wieku dobudowano z przodu podcień o ostrołukowych arkadach. W XVII wieku kamienicę rozbudowano. W 1663 i 1735 roku kamienicę niszczył pożar. Podczas odbudowy zamurowano podcień a elewację zwieńczono barokowo-klasycystyczny szczytem. W 1915 roku kamienicę uszkodził ostrzał artyleryjski, podczas remontu konstrukcja dachu została zmieniona. Ostatni remont konserwatorski kamienicy miał miejsce w latach 1980–1992. Budynek zaadaptowano wtedy na siedzibę Tarnowskiego Centrum Kultury[22].

#### Pierzeja południowa

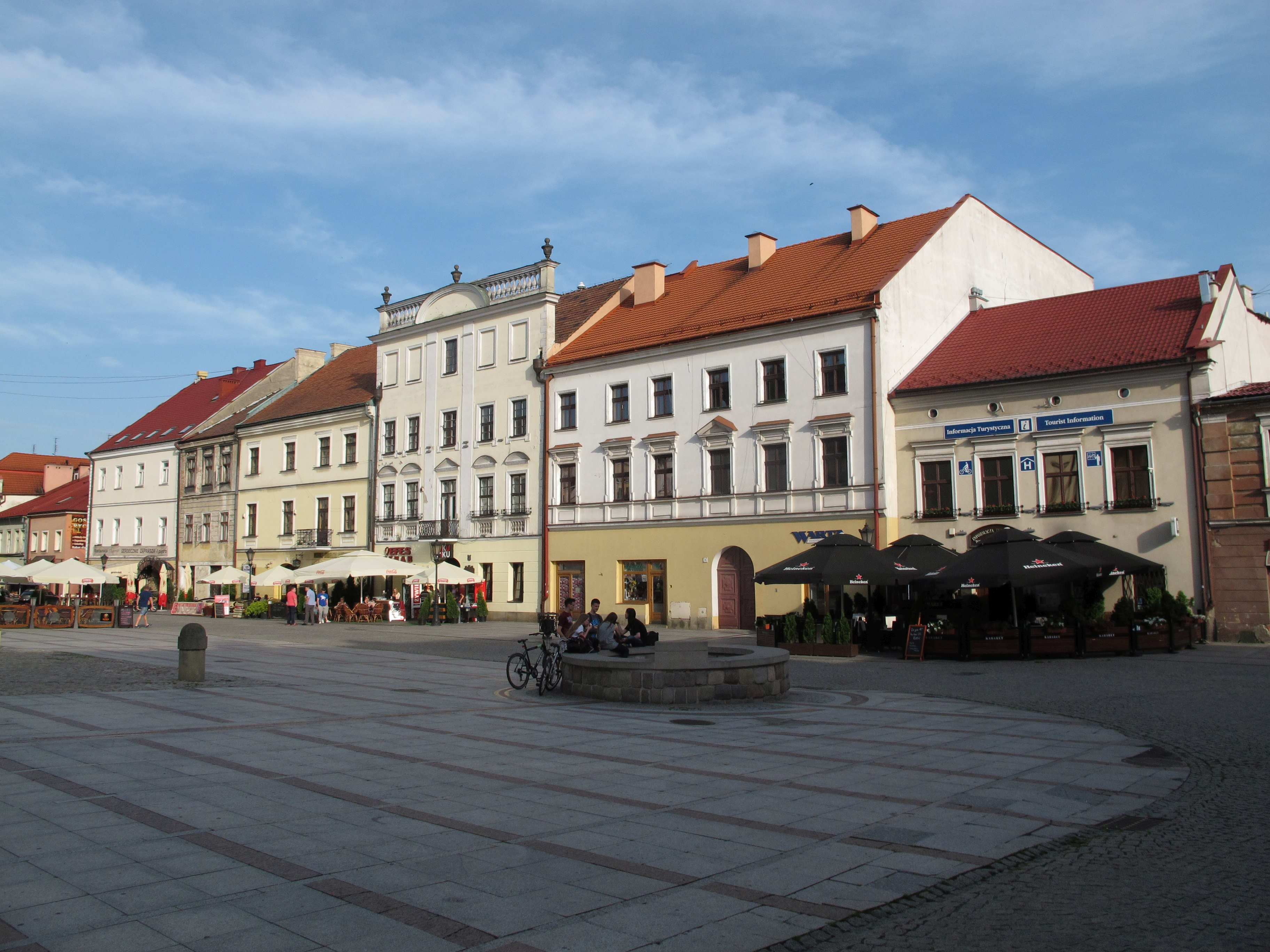
Kamienice po południowej stronie Rynku

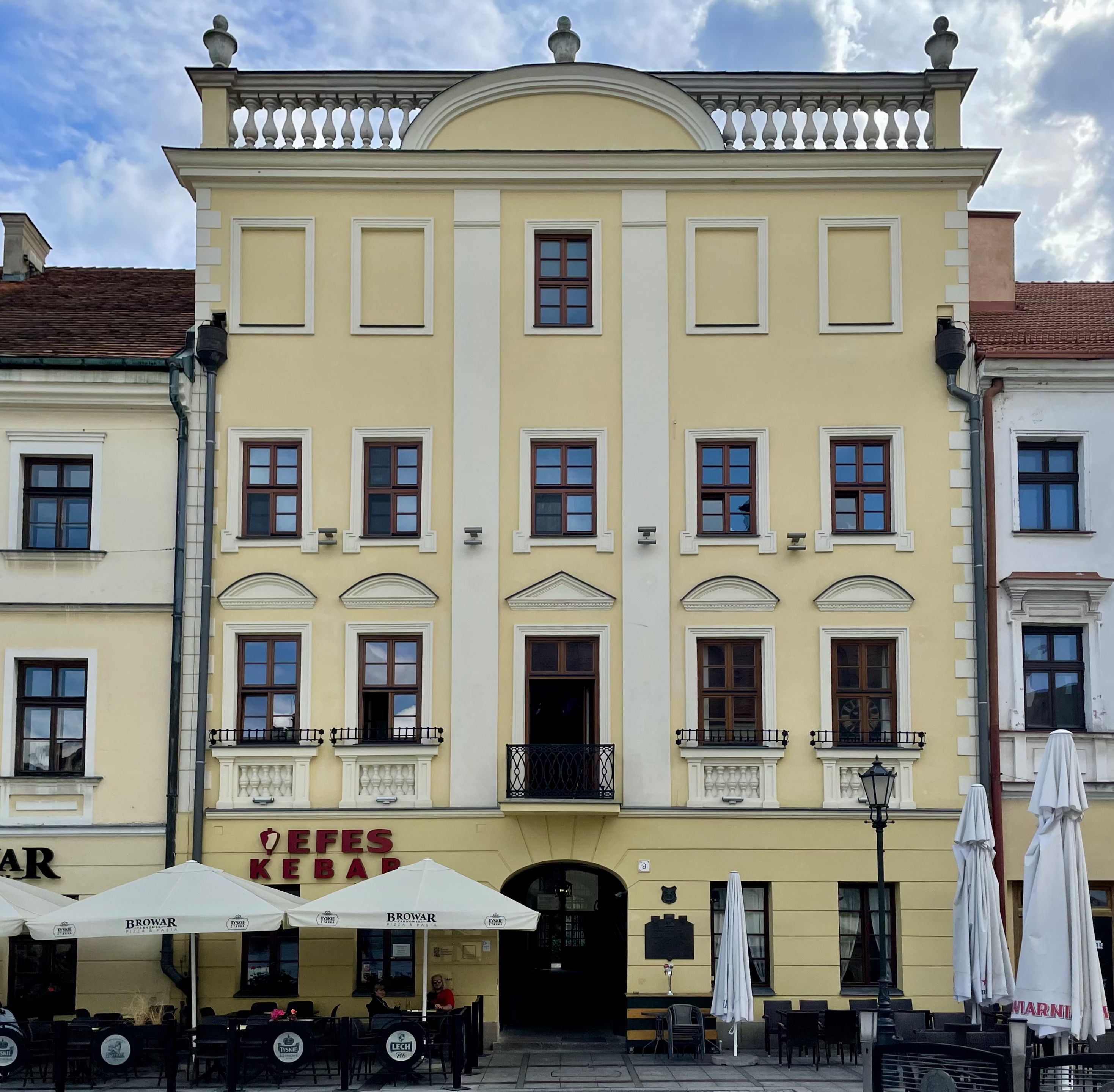
Kamienica Rynek 9

Zwarta zabudowa pomiędzy Wielkimi Schodami z zachodu a ulicą Zakątną na wschodzie. Pierzeję tworzy ciąg elewacji frontowych siedmiu kamienic. Numeracja domów od 6 do 12 w kierunku wschodnim.
- Kamienica Rynek 6 – narożna piętrowa kamienica w południowo-zachodnim narożniku Rynku, boczną elewacją zwrócona do Wielkich Schodów. W budynku zachowały się m.in. piwnice ze sklepionymi komorami z XVI wieku. Neorenesansowa elewacja frontowa, została ukształtowana w XIX wieku[23]. W 2009 roku w kamienicy wybuchł pożar, w którym zginęły dwie osoby, w 2017 roku rozpoczął się jej remont[24]. Z tego remontu mało co wynikło, natomiast w listopadzie 2024 roku miasto zakupiło kamienicę za 1,5 miliona złotych[25]. W styczniu 2025 roku studenci Wydziału Architektury Politechniki Krakowskiej pokazali swoje pomysły na zagospodarowanie tego miejsca w Multimedialnym Centrum Artystycznym[26], w wyniku internetowego głosowania wyłoniono zwycięski projekt[27], ale one nie mają żadnego przełożenia na podjęcie decyzji co do tego miejsca. Jedna ze spółek skarbu państwa miała zainteresować się tą nieruchomością[28]. 4 września 2025 roku zostanie odsłonięta wielkoformatowa fotografia Józefa Władysława Krogulskiego w 210. rocznicę urodzin kompozytora, która przykryje front budynku[29].
- Kamienica Rynek 7 – piętrowa kamienica z neorenesansową elewacją ukształtowaną na początku XX wieku[30]. W budynku mieści się siedziba Tarnowskiego Centrum Informacji[31].
- Kamienica Rynek 8 – dwupiętrowa kamienica z neorenesansową elewacją z oryginalną bramą płycinową. W budynku zachowały się m.in. piwnice ze sklepionymi komorami z XV i XVI wieku. Kamienica powstała ze scalenia dwóch budynków z XV i XVI wieku. W 1814 roku budynek zniszczył pożar miasta. Kamienicę odbudowano przed 1830 rokiem, w trakcie remontu dobudowano drugie piętro i przekształcono fasadę. Obecna elewacja ukształtowała się ok. 1896 roku podczas kolejnej przebudowy. W latach 60. XX wieku roku przeprowadzono remont elewacji oraz wnętrza kamienicy[32]. Obiekt został wpisany do rejestru zabytków w 1996 roku[18].
- Kamienica Rynek 9 – dwupiętrowa kamienica z barokowo-klasycystyczna elewacją zwieńczoną wysoka attyką. Murowany dom, prawdopodobnie piętrowy, zbudowano w drugiej połowie XVIII w miejscu rozebranej wcześniejszej zabudowy. Przed 1796 rokiem, w ramach odbudowy po pożarze, dom został rozbudowany. Nadbudowano drugie piętro, a elewację zwieńczono attyką. W 1814 roku kamienicę uszkodził pożar, podczas odbudowy częściowo zostały przebudowane wnętrza budynku. W latach 20. XX wieku, w czasie kolejnej przebudowy wnętrz i dachu, zlikwidowano attykę. W latach 1977–1979 podczas remontu konserwatorskiego zrekonstruowano poprzednią barokowo-klasycystyczną elewację[33]. Na elewacji znajduje się, odsłonięta w 2015 roku, tablica pamiątkowa poświęcona Romanowi Dzieślewskiemu, nestorowi polskiej elektryki[34]. W kamienicy mieszczą się m.in. siedziby tarnowskich redakcji Radia Kraków i TVP Kraków. Kamienicę w 1993 roku wpisano do rejestru zabytków[18].
- Dom Technika (Rynek 10) – dwupiętrowa kamienica z elewacją w stylu klasycystycznym, ukształtowaną w czasie przebudowy w latach 1931–1932. W budynku zachowały się m.in. piwnice ze sklepionymi komorami, w najstarszej części z XVII wieku[35]. W kamienicy mieści się siedziba terenowej jednostki organizacyjnej Naczelnej Organizacji Technicznej[36]. W 1995 roku kamienicę wpisano do rejestru zabytków województwa małopolskiego[18].
- Kamienica Rynek 11 – dwupiętrowa podpiwniczona kamienica z elewacją ukształtowaną w I połowie XIX wieku. Prawdopodobnie pierwszy murowany dom powstał w XV wieku. Po pożarach miasta budynek był kilka razy odbudowywany i przebudowywany, w XVIII wieku zlikwidowano podcień, a po 1830 roku nadbudowano drugie piętro. W kamienicy zachowały się m.in. piwnice ze sklepionymi komorami z XV–XVI oraz XIX wieku[37].
- Kamienica Rynek 12 – dwupiętrowa kamienica w południowo-wschodnim narożniku Rynku, boczną elewacją zwróconą do ulicy Zakątnej. W budynku zachowały się m.in. sklepione komory piwnic z XVI wieku. Historia kamienicy sięga najprawdopodobniej XVI wieku. Na przestrzeni wieków była kilka razy przebudowywana, najczęściej po pożarach. Formę zbliżoną do dzisiejszej zyskała w I połowie XIX wieku, kiedy nadbudowano drugie piętro[37]. Kamienica w 1995 roku została wpisana do rejestru zabytków województwa małopolskiego[18].

#### Pierzeja wschodnia

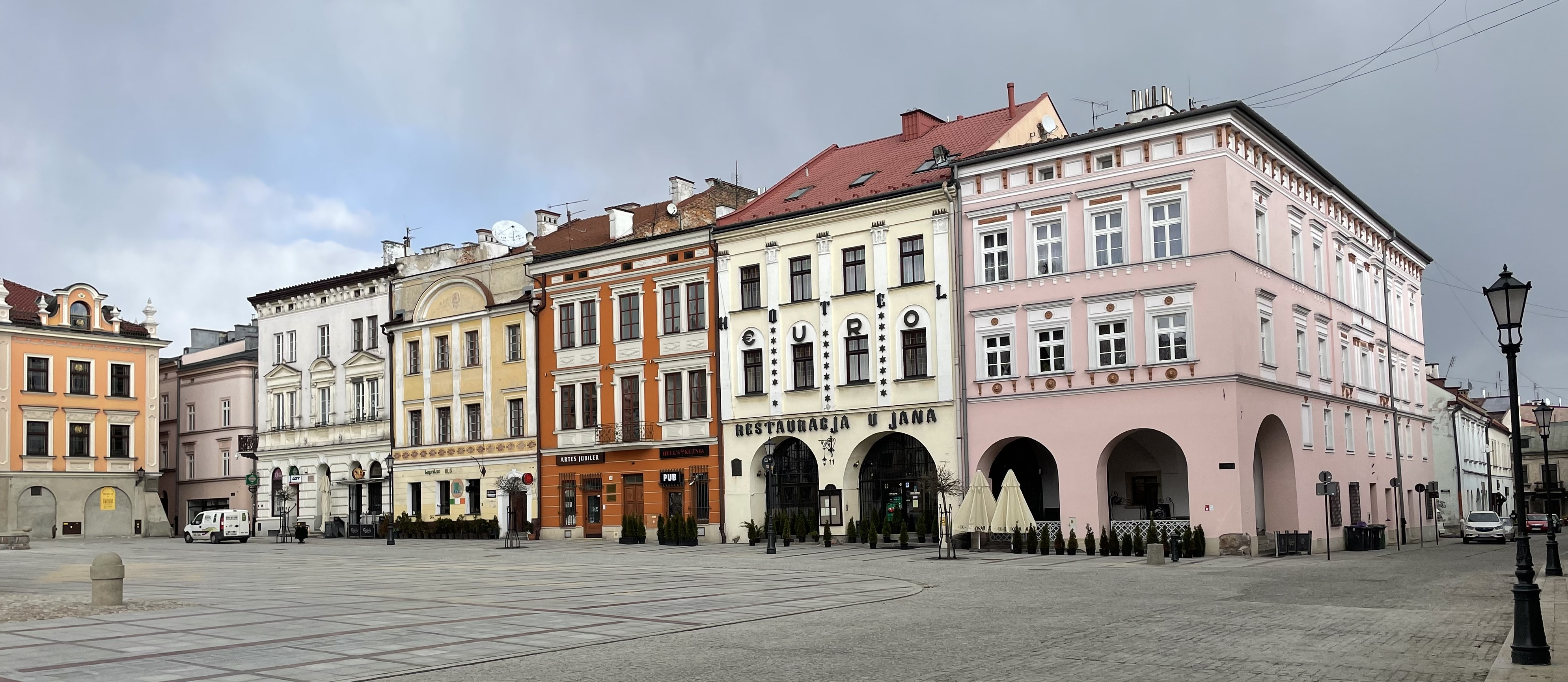
Kamienice po wschodniej stronie Rynku w Tarnowie

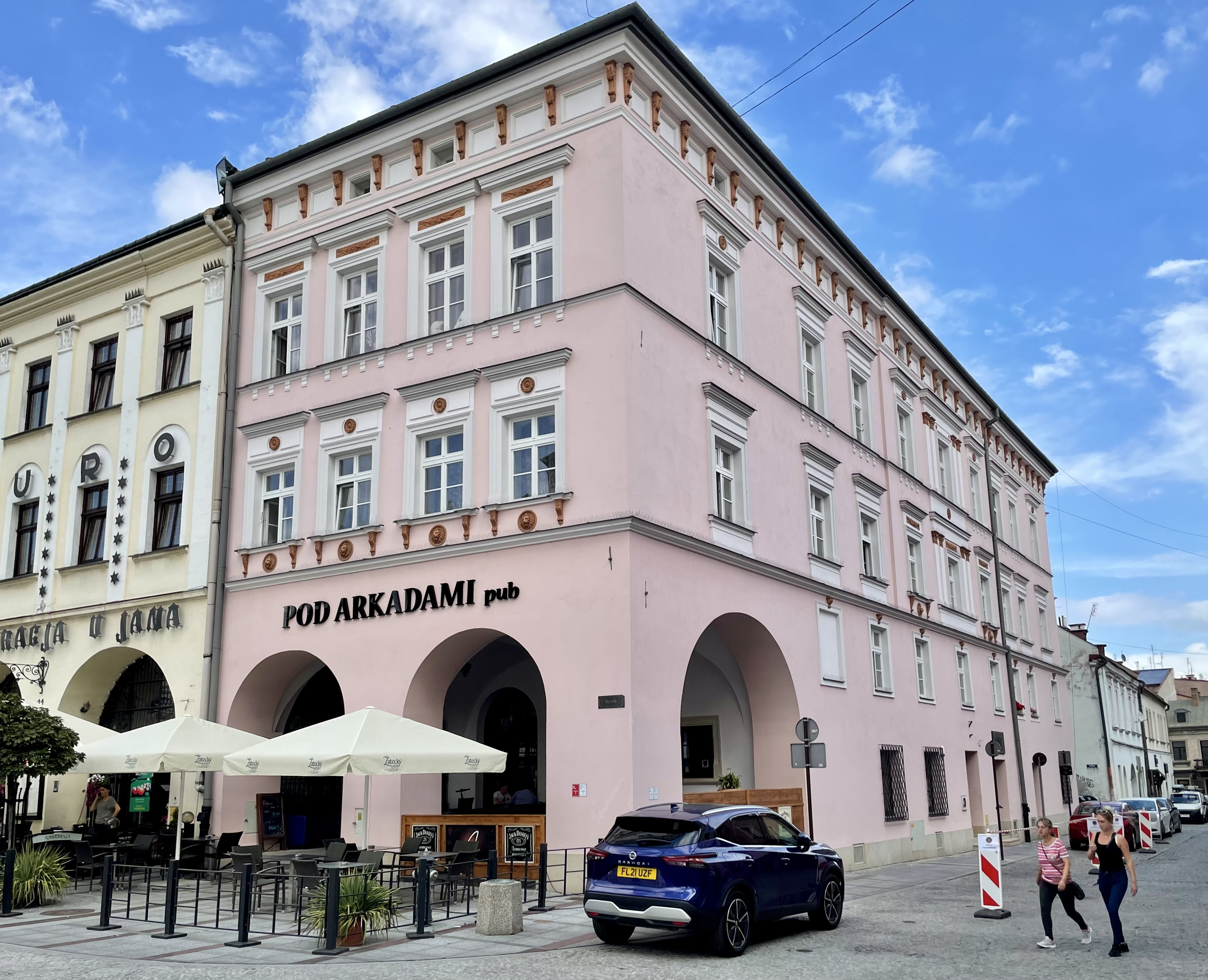
Kamienica Sakowiczowska

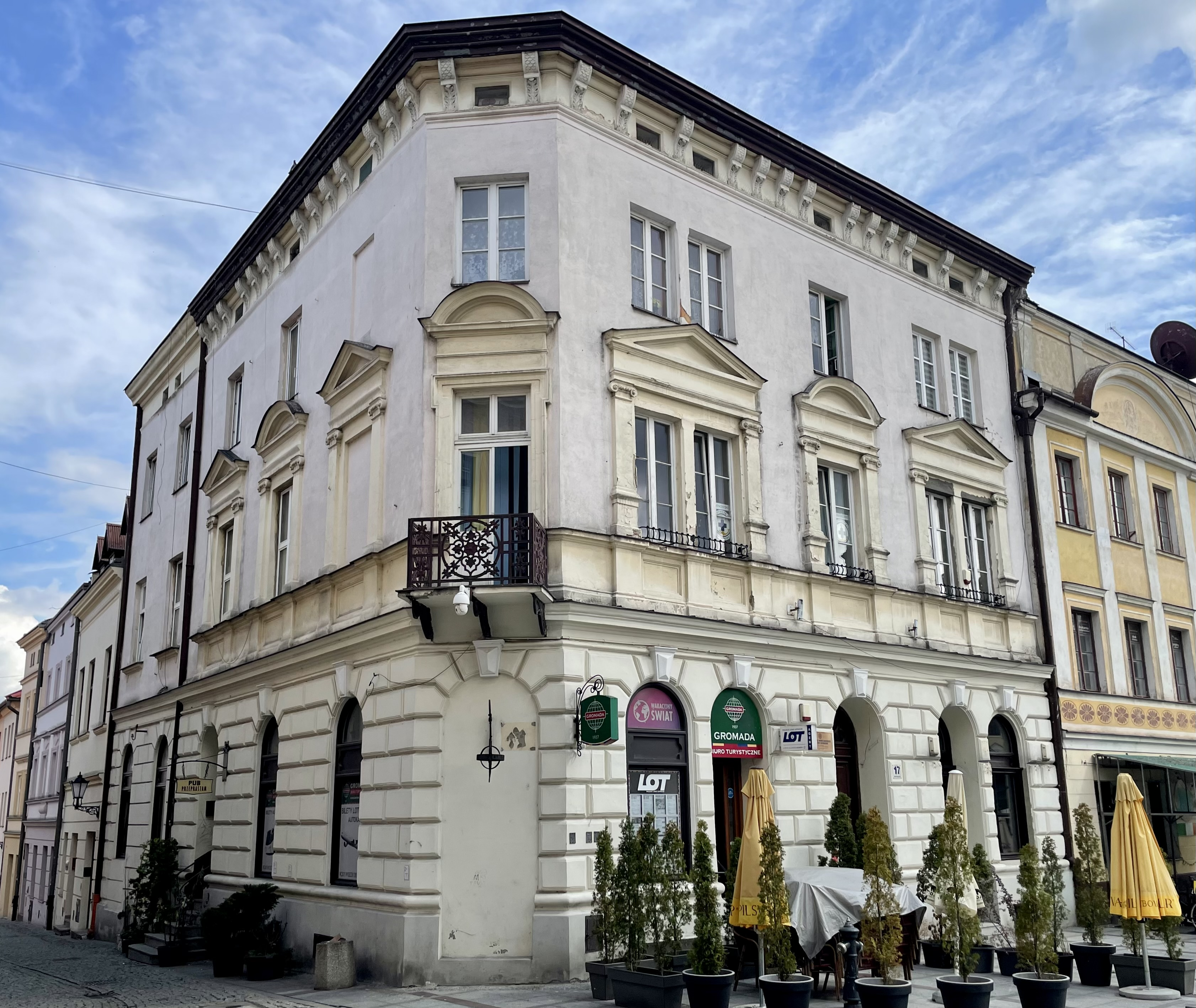
Kamienica Rynek 17

Zwarta zabudowa pomiędzy ulicą Wekslarską na południu a ulicą Żydowską na północy. Pierzeję tworzy ciąg frontowych elewacji pięciu kamienic z XVI wieku, przebudowanych w późniejszych wiekach. Wszystkie kamienice pierzei wschodniej wpisano do rejestru zabytków. Numeracja domów od 13 do 17 w kierunku północnym.
- Kamienica Sakowiczowska (Rynek 13 / Wekslarska 2) – dwupiętrowa kamienica z arkadowym podcieniem usytuowana w południowo-wschodnim narożniku Rynku; elewacją frontową, o charakterze neorenesansowym, zwrócona do placu rynkowego, boczną do ulicy Wekslarskiej. Pierwszy podpiwniczony dom wzniesiono tu przed końcem XV wieku, w XVI wieku dom rozbudowano o podpiwniczony podcień, który domurowano do elewacji frontowej. W 1743 pożar uszkodził dach i jedną z izb. Najpóźniej do 1796 kamienicę przebudowano, zamurowano podcień, a elewację zwieńczono attyką. Przed 1888 kamienicę podwyższono o drugie piętro i połączono z oficyną. W latach 1960–1962, podczas remontu kamienicy, odtworzono podcień i wykonano dekorację malarską elewacji[38]. W 1998 kamienicę wpisano do rejestru zabytków województwa małopolskiego[4].
- Kamienica Rynek 14 – dwupiętrowa podpiwniczona kamienica z przeszklonymi arkadami podcieni. W XVI wieku istniejący wcześniej dom gruntownie przebudowano, dostawiono podpiwniczony podcień i nadbudowano piętro. Spalona podczas pożaru miasta w 1735 kamienica została odbudowana i przebudowana między 1743 a 1796. Podczas tej przebudowy zlikwidowano podcień. W 1866 budynek podwyższono o drugie piętro. W latach 1960–1962 odtworzono podcień i wcześniejszy układ wnętrza[39]. W latach 1767–1787 w kamienicy mieściła się pierwsza w Tarnowie stacja poczty królewskiej, o czym przypomina tablica pamiątkowa zamontowana na elewacji. Obecnie w kamienicy mieści się restauracja i hotel. W 1998 kamienicę wraz z oficynami wpisano do rejestru zabytków [4].
- Kamienica Rynek 15 – dwupiętrowa kamienica z eklektyczną elewacją ukształtowaną na przełomie XIX i XX wieku. Podpiwniczony dom, najprawdopodobniej z podcieniem, wzniesiono w XVI wieku. W 1743 budynek zniszczył pożar, przed 1796 kamienica została odbudowana już bez podcienia. Drugie piętro nadbudowano na przełomie XIX i XX wieku. W 1923 na pierwszym piętrze dobudowano balkon. Podczas remontu w latach sześćdziesiątych XX w. zbito tynki na elewacji frontowej[40]. Kamienicę z oficynami w 1996 roku wpisano do rejestru zabytków województwa małopolskiego[18].
- Kamienica Rynek 16 – dwupiętrowa podpiwniczona kamienica z elewacją barokowo-klasycystyczną. Wzniesiony lub rozbudowany w XVI wieku dom zniszczył pożar miasta w 1734. Kamienicę, już bez podcienia, odbudowano najpóźniej do 1796. W latach 60. XX wieku elewację i wnętrze kamienicy poddano remontowi konserwatorskiemu, przywracając stan z XVIII wieku[41]. W 1993 kamienicę wpisano do rejestru zabytków województwa małopolskiego[4].
- Kamienica Rynek 17 – narożna dwupiętrowa kamienica z elewacją neorenesansową, boczną elewacją zwrócona do ulicy Żydowskiej. W 1743 szesnastowieczną kamienicę strawił pożar, została odbudowana przed 1796. W 1884 budynek gruntownie przebudowano, ścięto narożnik budynku i dobudowano drugie piętro, a elewacji nadano formę neorenesansową[42]. W 1993 kamienicę wpisano do rejestru zabytków województwa małopolskiego[4].

#### Pierzeja północna

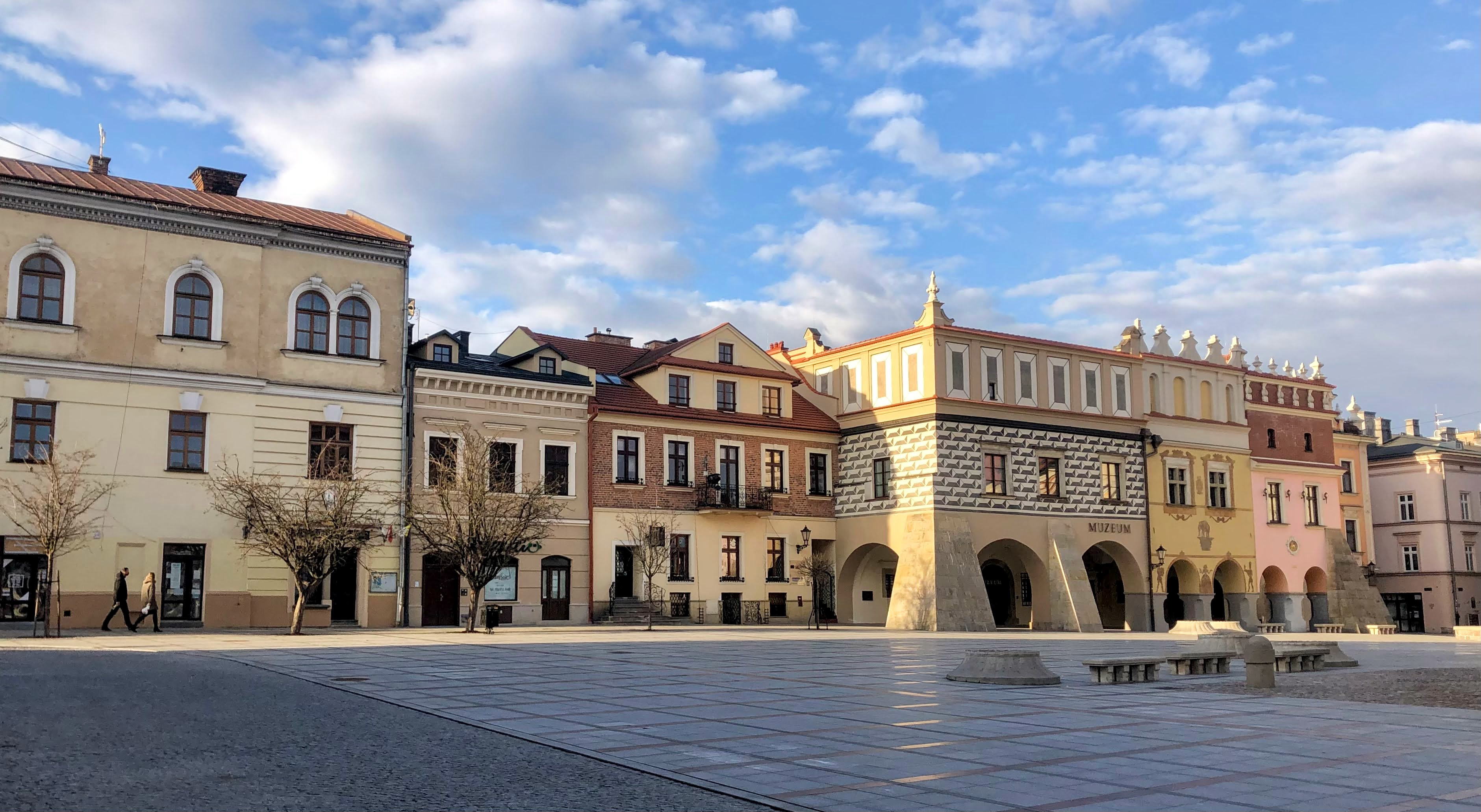
Kamienice po północnej stronie Rynku

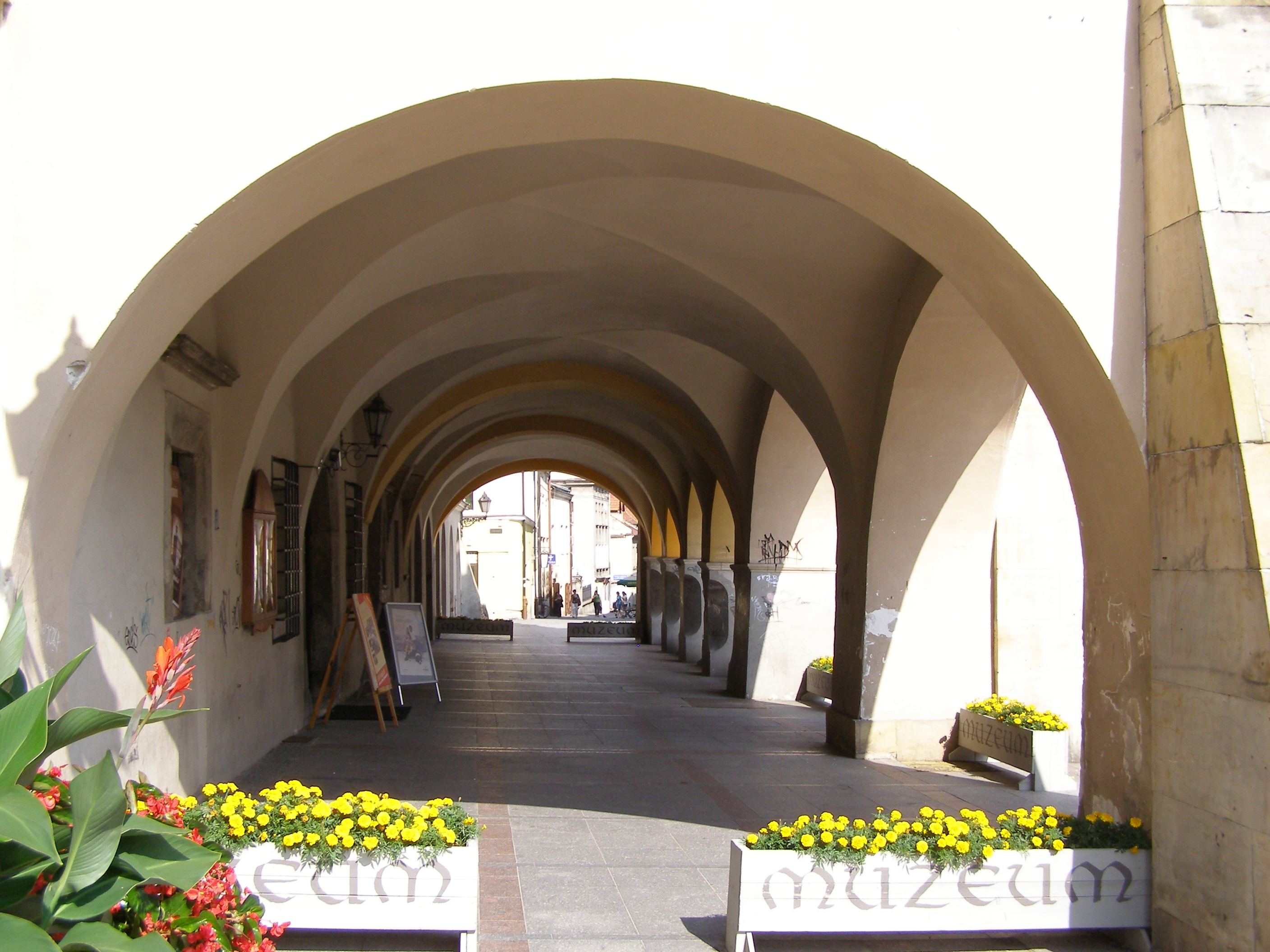
Podcienia renesansowych kamienic Rynek 21, 20 i 19

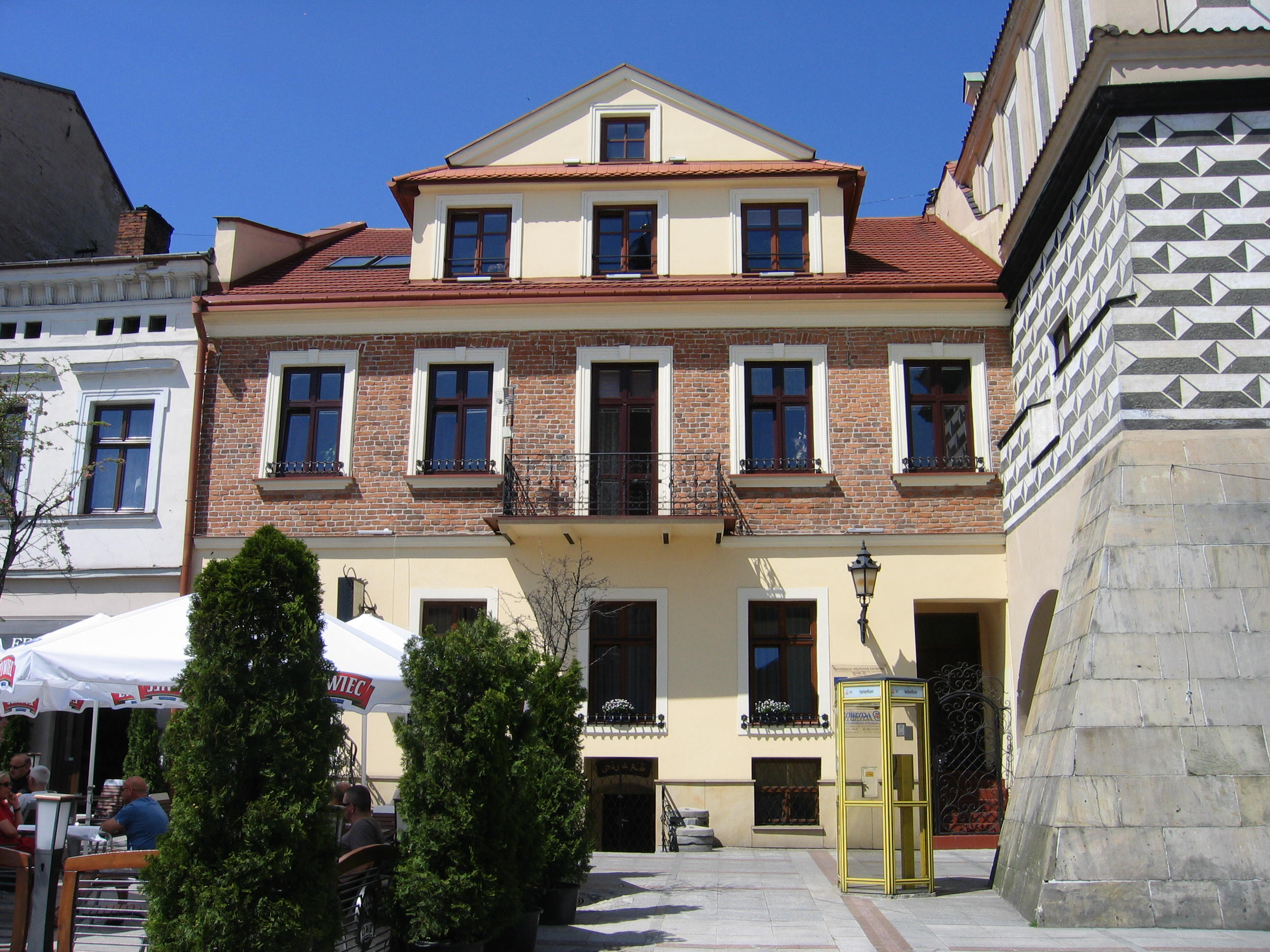
Kamienica Rynek 22

Zwarta zabudowa pomiędzy placem Katedralnym na zachodzie a ulicą Piekarską na wschodzie. Pierzeję tworzy ciąg frontowych elewacji siedmiu przyrynkowych kamienic. Są wśród nich renesansowe kamienice z podcieniami wysuniętymi poza linię zabudowy. Numeracja domów od 18 do 24 w kierunku zachodnim.
- Kamienica Szynklerowska (Rynek 18) – kamienica usytuowana w północno-wschodnim narożniku Rynku, dłuższą elewacją zwrócona jest do ulicy Piekarskiej. Budynek został przebudowany przed 1796 rokiem, wcześniejszą murowaną kamienicę z podcieniem zniszczył pożar w 1735 roku[3]. Kamienicę połączono z oficyną tworząc wydłużony budynek sięgający do ulicy Kapitulnej. W XIX wieku nadbudowano drugie piętro, elewację od strony wschodniej wzmocniono przyporami. W budynku zachowały się piwnice z XVI-XIX wieku. Podczas ostatniego remontu wnętrza kamienic Rynek 18 i 19 zostały połączone[7].
- Kamienica Rynek 19 – dwuczłonowa kamienica mieszczańska z podcieniem w części zachodniej. Elewacja dwuczłonowa to efekt przebudowy i scalenia w 1913 roku dwóch kamienic, pierwotnie zbudowanych najprawdopodobniej w XVI wieku, później przebudowanych w XVIII wieku. Część zachodnia z podcieniem i elewacją zwieńczoną attyką utrzymana jest w stylu renesansowym, attykę odtworzono w latach 1946–1947. W kamienicy zachowały się piwnice z XVI wieku. Podcień we wschodniej części zlikwidowano w XVIII wieku. Podczas ostatniego remontu wnętrza kamienic Rynek 18 i 19 zostały połączone[7]. Budynek został wpisany do rejestru zabytków województwa małopolskiego w 1947 roku[4].
- Kamienice Rynek 20-21 – dwie kamienice mieszczańskie, wybudowane w XVI wieku w stylu renesansowym. Wnętrza kamienic połączono w 1780 roku, adaptując je na kwaterę generała Richarda d’Altona, który z ramienia Austrii zajął miasto po I rozbiorze Polski. Są to budynki jednopiętrowe z dwuprzęsłowymi podcieniami wysuniętymi przed lokacyjną linię zabudowy. Elewację frontową obu kamienic wieńczą zrekonstruowane w latach 1946–1947 attyki. Dekorację malarską elewacji kamienicy nr 20 wykonał Alojzy Stanisław Majcher, grafik i malarz (w 1943 r. aresztowany i rozstrzelany przez Niemców, za udział w ruchu oporu). Kamienica Rynek 21 była nazywana kamienicą Kaszewiczowską. Od 1949 do 2013 roku budynki były siedzibą główną Ziemi Tarnowskiej[6], w 2020 roku stały się siedzibą jego nowego oddziału – Muzeum Historii Tarnowa i Regionu[43]. W podcieniach kamienicy Rynek 21 znajduje się tablica upamiętniająca Jana Głuszaka „Dagaramę”, tarnowskiego architekta-wizjonera[44]. Kamienice zostały wpisane do rejestru zabytków w latach trzydziestych ubiegłego wieku[18].

- Kamienica Rynek 22 – piętrowa kamienica z oficyną. Budynek ma trójosiowy układ wnętrza, jego elewację wykonano w górnej części z nieotynkowanej cegły. Kamienica odbudowana w XVIII wieku jako dom parterowy bez pocienia, w miejscu wcześniejszej – zniszczonej przez pożar w 1735 roku. W 1. połowie XIX wieku budynek rozbudowano do obecnego stanu[45]. Kamienicę wraz z oficyną w 2005 roku wpisano do rejestru zabytków województwa małopolskiego[18].
- Kamienica Rynek 23 – piętrowa podpiwniczona kamienica wybudowana na zwężonej działce. W XVIII wieku stał tu parterowy dom, który zniszczył pożar. W tym samym wieku spaloną kamienicę odbudowano, a w 1. połowie XIX wieku rozbudowano do obecnej postaci[45].
- Dom Kapituły (pl. Katedralny 1/ Rynek 24) – narożna kamienica, usytuowana węższą częścią elewacji do Rynku, szerszą do placu Katedralnego. Budynek powstał z połączenia i przebudowy dwóch starszych domów w XIX wieku. W 1892 roku kamienicę, która wcześniej stała się własnością kapituły katedralnej, gruntownie przebudowano. Nadbudowano wtedy drugie piętro; elewację frontową, o neobarokowym charakterze, zwrócono do placu Katedralnego. W budynku, w lokalu od strony Rynku, mieściła się apteka „Pod Aniołem”, nad wejściem zachowała się rzeźba anioła z XIX wieku[46]. W 2010 roku obiekt wpisano do rejestru zabytków województwa małopolskiego[18].